# ASB Bank

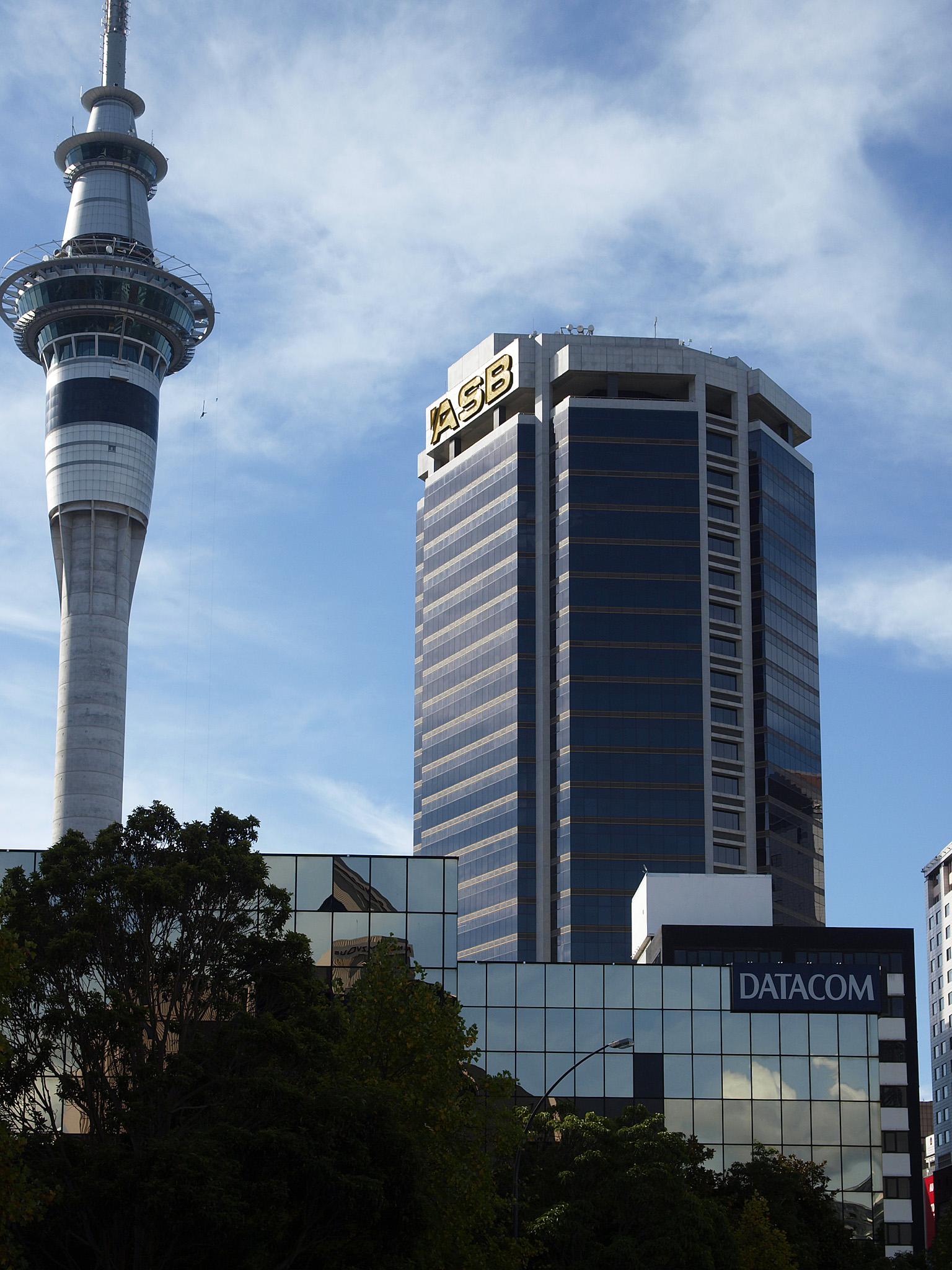
ASB Bank Hauptsitz in Auckland

Die ASB Bank Limited (ASB), mit Sitz in Auckland, ist die viertgrößte Filial- und Geschäftsbank in Neuseeland. Sie befindet sich heute zu 100 % im Besitz der Commonwealth Bank of Australia.

## Geschichte
Ursprünglich als Auckland Savings Bank, wurde die Bank 1847 in der Tradition der britischen Savings Banks (Sparkasse), oder auch Penny Banks genannt, gegründet. Mit der Trustee Banks Restructuring Order von 1988 wurden alle Savings Banks in Neuseeland gezwungen, den Status einer normalen Firma anzunehmen und dies mit weitreichenden Folgen.
Während alle Savings Banks sich zusammenschlossen und 1996 an die Westpac Banking Corporation verkauft wurden, verkaufte der Besitzer der Bank, der ASB Charitable Trust, die schon vor der Umstrukturierung in ASB Bank Limited umbenannte Bank, im Jahr 1989 mit einem 75 % Anteil für 252 Mill. NZ$ an die Commonwealth Bank of Australia. Im Oktober 2000 folgten die restlichen 25 % für 560 Mill. NZ$.

## Heute
Die Bank betreibt mit derzeit 135 Filialen ein weitreichendes Filialnetz in Neuseeland und zählt nach eigenen Angaben mehr als 1 Mio. Kunden (2009).